# Sahib (U-Boot)
HMS Sahib (Kennung: P212) war ein U-Boot der britischen Royal Navy im Zweiten Weltkrieg.

## Geschichte
→ siehe: Geschichte der Seraph-Klasse und detaillierte Geschichte der S-Klasse
Die Sahib (arab.: Herr, siehe Sāhib) war ein U-Boot des dritten Bauloses der erfolgreichen S-Klasse. Dieses Baulos wird auch als Seraph-Klasse bezeichnet.
Sie wurde am 5. Juli 1940 bei Cammell, Laird & Company im nordwestenglischen Birkenhead aufgelegt, lief am 19. Juni 1942 vom Stapel und wurde von der Royal Navy am 13. Mai 1942 in Dienst gestellt.
Das Einsatzgebiet des Kriegsneubaus lag im Mittelmeer. Die Kampfaufträge richteten sich hauptsächlich gegen den Nachschub der Achse im Krieg in Nordafrika. Der Kommandant des U-Bootes war Lt. John Henry Bromage.
Zwischen dem 12. und 16. September 1942 versenkte das britische U-Boot in den Seegebieten um Sardinien drei italienische Segelschiffe mit dem Bordgeschütz.
Am 14. November 1942 torpedierte und versenkte die Sahib vor Sizilien den italienischen Transporter Scillin (1579 BRT). Das Schiff transportierte alliierte Kriegsgefangene. Über 780 Kriegsgefangene und 165 Italiener fanden den Tod. Das U-Boot konnte lediglich 60 Schiffbrüchige aufnehmen und retten.
Am 14. Dezember 1942 versenkte das U-Boot vor der tunesischen Halbinsel Kap Bon bei 37° 29′ N, 10° 46′ O das italienische Frachtschiff Honestas (4960 BRT). Am 11. Januar 1943 wurde das deutsche (ex franz.) Handelsschiff San Antonio (6013 BRT) ungefähr 15 Seemeilen östlich von San Remo torpediert und beschädigt. Drei Tage später sank der deutsche Transporter Oued Tiflet (1194 BRT) 20 Seemeilen südwestlich von Savona bei 44° 8′ N, 8° 17′ O durch Torpedos der Sahib.
Am 21. Januar 1943 wurde westlich von Bonifacio (Korsika) bei 41° 27′ N, 7° 4′ O das deutsche U-Boot U 301 versenkt. Nur ein deutscher Seemann überlebte den Untergang.
Im Februar und März 1943 wurden vor Sizilien sechs kleinere italienische Einheiten versenkt.
Kommandant Bromage erhielt am 6. April 1943 den Distinguished Service Order.
Am 22. April 1943 beschoss die Sahib 3 Seemeilen südlich von Capo Vaticano den italienischen Schlepper Valente (286 BRT) und einen Leichter. Der Schlepper wurde 45 mal und der Leichter 25 mal getroffen. Der Schlepper fing Feuer und brannte aus. Trotzdem müssen beide Einheiten schwimmfähig geblieben sein, denn sie wurden lediglich als „beschädigt“ bezeichnet.
Zwei Tage am später, am 24. April 1943, torpedierte die Sahib nordöstlich von Sizilien den italienischen Transporter Galiola (1428 BRT) und versenkte das Schiff. Die eskortierenden italienischen Korvetten Gabbiano, Climene und Euterpe griffen daraufhin gemeinsam mit einer deutschen Ju 88 des Lehrgeschwaders 1 bei 38° 30′ N, 15° 15′ O das U-Boot mit Wasserbomben an. Die Sahib wurde getroffen und erlitt schwere Beschädigungen am Druckkörper. Sie musste auftauchen. Die gesamte Besatzung verließ anschließend die sinkende Sahib und ging in italienische Kriegsgefangenschaft. Ein Besatzungsmitglied erlag am 3. Mai 1943 seinen Verletzungen.